# Patty Pravo
Patty Pravo, geboren als Nicoletta Strambelli (Venetië, 9 april 1948), is een Italiaanse popzangeres.

## Biografie
Nicoletta Strambelli groeide op in een Venetiaans gezin uit de middenklasse. Tot haar vriendenkring behoorden Ezra Pound en Angelo Roncalli (later paus Johannes XXIII). Haar muzikale opleiding begon in haar jeugd. Op 8-jarige leeftijd kreeg ze haar eerste pianolessen bij Mazzin Crovato en danslessen. Op 10-jarige leeftijd begon ze pianolessen te nemen bij Eugenio Bagnoli aan het Benedetto Marcello Conservatorium, voordat ze op 17-jarige leeftijd het huis van haar ouders verliet om naar Rome te verhuizen, waar ze aanvankelijk als danseres werkte. Daar werd ze ontdekt door Alberigo Crocetta, die haar onder bracht bij RCA Records. Ze nam de artiestennaam Patty Pravo aan, die deed denken aan Dante Alighieri's Inferno. Patty was in die tijd een populaire meisjesnaam. In 1966 werd haar eerste single Ragazzo triste (Sad Boy) uitgebracht, de Italiaanse versie van Sonny & Cher's But You're Mine. Qui e là en Se perdo volgden. De singles maakten haar bekend in het Italiaanse beatcircuit. In 1968 kwam haar bekendste hit La bambola uit, waarmee ze wereldfaam verwierf. Van het nummer zijn tot nu toe meer dan 40 miljoen exemplaren verkocht. Haar titelloze debuutalbum werd uiteindelijk uitgebracht in 1968.
Ze verscheen voor het eerst op het festival van San Remo 1970. Daar zong ze het duet La spada nel cuore met Little Tony. Haar tweede #1-hit,  Pazza Idea van het gelijknamige album, verscheen drie jaar later. In de jaren 1970 publiceerde ze een aantal Italiaanse covers van Engelstalige popsongs van artiesten als The Beatles, Neil Diamond en Jacques Brel.  In 1976 werkte ze samen met Vangelis en bracht ze het album Tanto uit. In 1979 werd de schandaalsingle Pensiero stupendo uitgebracht, die gaat over een liefdesdriehoek. Het nummer dat oorspronkelijk was gepland voor het Miss Italia-album, moest van het album worden verwijderd. In de jaren 1980 verliet ze Italië en toerde ze over de hele wereld, ook in de Verenigde Staten, waar ze een tijdje woonde. Op het San Remo Festival in 1984 won ze de Critics Prize met Per una bambola. Muzikaal probeerde ze het met soft- en elektronische rock. Ze bleef een aantal albums en singles uitbrengen, maar de grote successen bleven uit.
In de jaren 1990 was er een comeback. Ze haalde voor het eerst de krantenkoppen kort nadat hasj bij haar werd gevonden. Daarna maakte ze haar eerste reizen naar China. Daar nam ze deel aan een televisieshow en trad ze op voor een miljoenenpubliek. Met het album Ideogrammi, dat ze op locatie opnam, werd ze een ster in China. Ook in Italië waren er weer successen. Haar tournee in 1996 was uitverkocht en de single …e dimmi che non vuoi morire werd een hit. In 1997 won ze de Sanremo Festival Critics Prize 1997 met het nummer, dat was geschreven door Stadio-zanger Gaetano Curreri en Vasco Rossi en bereikte de 8e plaats in de competitie. Het live-album Bye, bye Patty is in Italië ongeveer 300.000 keer verkocht. Terug aan de top speelde ze andere uitverkochte tournees in Italië en bracht ze nieuwe platen uit. Voor het filmnummer Com'è bello far l’amore voor de film Love Is in the Air ontving ze in 2012 de Globo d'oro voor «Beste Filmmuziek». In 2014 speelde ze zichzelf in de film Xenia - A New Greek Odyssey. In 2016 won ze opnieuw de Sanremo Festival Critics Award 2016 met het nummer Cieli immensi, geschreven door Fortunato Zampaglione. Het was Pravo's negende deelname aan het festival. Voor de tiende keer probeerde de zangeres het in 2019, dit keer in een duet met Briga. Un po' come la vita eindigde echter op de 21e plaats.

## Discografie

### Singles
- 1966: Ragazzo triste
- 1967: Sto con te
- 1967: Se perdo te
- 1968: La bambola
- 1968: Gli occhi dell'amore
- 1968: Tripoli 1969
- 1969: Il paradiso
- 1969: Concerto per Patty
- 1969: Nel giardino dell'amore
- 1970: La spada nel cuore
- 1970: Per te
- 1970: La solitudine (met Robert Charlebois)
- 1970: Non andare via
- 1970: Tutt'al più
- 1971: Love Story
- 1971: Non ti bastavo più
- 1972: Io
- 1973: Pazza idea
- 1974: Come un Pierrot
- 1975: Incontro
- 1976: Tanto
- 1976: Grand Hotel
- 1977: Tutto il mondo è casa mia
- 1978: Pensiero stupendo
- 1979: Sentirti
- 1979: Autostop
- 1984: Per una bambola
- 1985: Menù
- 1987: Pigramente signora
- 1987: Contatto
- 1995: I giorni dell'armonia
- 1997: ...E dimmi che non vuoi morire
- 1997: Pensiero stupendo '97
- 1998: Les etrangers
- 1998: Strada per un'altra città
- 1998: Emma Bovary
- 1999: Angelus
- 2000: Una donna da sognare
- 2000: Una mattina d'estate
- 2000: Se chiudi gli occhi
- 2002: L'immenso
- 2002: Noi di là (Lagoinha)
- 2004: Che uomo sei
- 2008: La bambola 2008
- 2009: E io verrò un giorno là
- 2011: Unisono
- 2011: Il vento e le rose
- 2011: La vita è qui
- 2012: Com'è bello far l'amore
- 2012: La luna
- 2013: Non mi interessa (met Ermal Meta)
- 2016: Cieli immensi
- 2016: Per difenderti da me
- 2019: Un po' come la vita (met Briga)
- 2019: Pianeti

### Albums
- 1968:	Patty Pravo (ARC)
- 1969:	Concerto per Patty (RCA Records)
- 1970:	Patty Pravo (RCA Records)
- 1971:	Pravo Patty (RCA Records)
- 1971: Di vero in fondo (Philips)
- 1971: Per aver visto un uomo piangere e soffrire Dio si trasformò in musica e poesia (Philips)
- 1972:	Sì… incoerenza (Philips)
- 1973:	Pazza idea (RCA Records)
- 1974:	Mai una signora (RCA Records)
- 1975:	Incontro (RCA Records)
- 1976:	Tanto (RCA Records)
- 1978:	Miss Italia (RCA Records)
- 1979:	Munich Album (RCA Records)
- 1982:	Cerchi (CBO)
- 1984: Occulte persuasioni (CGD)
- 1989: Oltre l’Eden (Fonit-Cetra)
- 1990: Pazza idea eccetera eccetera (Five Records)
- 1994: Ideogrammi (Zard Records)
- 1998:	Notti, guai e libertà (Pensiero stupendo)
- 2000:	Una donna da sognare (Pensiero Stupendo)
- 2002:	Radio Station (Pravitia S.r.l. (Sony Music))
- 2004:	Nic-Unic (Epic Records)
- 2007:	Spero che ti piaccia… Pour toi… (Kyrone Gp Music; Coveralbum voor Dalida)
- 2011:	Nella terra dei pinguini (Carosello)
- 2016:	Eccomi (Warner Bros.)
- 2019:	Red (Museo dei Sognatori)

### Livealbums
- 1969: Concerto per Patty (RCA Records)
- 1970: Bravo Pravo (Dans Un Show De J. C. Averty) (RCA, Live optreden op televisie)
- 1975: Patty Pravo in Venezuela (RCA Records)
- 1997:	Bye, Bye, Patty
- 2001: Live Arena di Verona (2cd, Edel)
- 2001:	Patty Live '99
- 2009:	Live Arena di Verona – Sold Out
- 2018:	Live Teatro Romano di Verona & La Fenice di Venezia

### Compilaties
- 1969: Das Paradies auf dieser Welt
- 1970: Patty Pravo en español (RCA)
- 1971: Tutti i successi di Patty Pravo (RCA)
- 1976: La magia di Patty Pravo (RCA)
- 1977: I successi di Patty Pravo (RCA)
- 1977: Le più belle canzoni di Patty Pravo (RCA)
- 1977: Portrait (RCA)
- 1982: Patty Bravo (Armando Curcio Editore)
- 1982: Patty Pravo (Hit Parade International)
- 1984: Questione di cuore (K-Tel)
- 1985: L’album di Patty Pravo (RCA)
- 1987: Per una bambola (CGD)
- 1987: Sentimento (RCA)
- 1988: Aristocratica (RCA)
- 1988: Pigramente Signora (CGD)
- 1990: I grandi successi di Patty Pravo (RCA)
- 1992: Inediti 1972-1978 (Raro! Records)
- 1993: I grandi successi (RCA)
- 1994: I successi di Patty Pravo (RCA)
- 1994: Patty Pravo en español (RCA)
- 1995: Pensieri stupendi (RCA)
- 1996: Superbest (RCA)
- 1997: Divina (BMG)
- 1997: Grande Patty (CGD)
- 1997: Patty Pravo (Il paradiso) (BMG)
- 1997:	I capolavori (RTI)
- 1998: A modo mio e altri successi (Mercury)
- 1998: Le più belle canzoni di: Patty Pravo (Mercury)
- 1998: Non ti bastavo più (Mercury)
- 1998: Patty Pravo (RCA)
- 1999: Patty Bravo (BMG)
- 2000: I grandi successi originali (RCA)
- 2000: Le canzoni d'amore (RCA)
- 2000: Super Stars (Universal)
- 2001: I mitici 45 (RCA)
- 2002: Mi historia (BMG)
- 2002:	100% Patty (RCA Records)
- 2003: La bámbola (RCA)
- 2003: Patty Pravo (WSM)
- 2005: Anni ’70 (RCA)
- 2005: Grandes éxitos (BMG)
- 2005: Le più belle canzoni di Patty Pravo  (Warner)
- 2005:	Canzoni stupende (Sony Music)
- 2006: Superissimi gli eroi del Juke Box (Sony)
- 2007: I grandi successi (3cd, Sony)
- 2007: I grandi successi (Jukebox Italia/Rhino Records)
- 2007: I grandi successi originali (Sony)
- 2007:	Patty Pravo (RCA Records)
- 2008: Amanti (Edel)
- 2009: Patty Pravo (Boxset, Sony Music)
- 2009: Patty Pravo (Sony Music)
- 2009:	Il meglio di Patty Pravo (Gabric)
- 2011: Pazza Idea (SMI)
- 2012: Un'ora con… (RCA)
- 2013:	Meravigliosamente Patty (RCA Records)
- 2014: Grandi successi (3CD, Sony Music)
- 2014: Le più belle canzoni (RCA)

### NPO Radio 2 Top 2000
| Nummer met noteringen in de NPO Radio 2 Top 2000 | '99  | '00-'04 | '05 |
| ------------------------------------------------ | ---- | ------- | --- |
| La bambola                                       | 1868 | -       | 717 |

1. ↑  Een '-' betekent dat het nummer niet was genoteerd en een vetgedrukt getal geeft de hoogste notering aan.
2. ↑  Deze tabel is bijgewerkt tot en met de laatste editie (2024).

- Biblioteca Nacional de España: XX1076715
- Bibliothèque nationale de France: cb13980804c (data)
- Gemeinsame Normdatei: 121475379
- International Standard Name Identifier: 0000 0003 6840 1356
- Library of Congress Control Number: no98024090
- MusicBrainz: 0ac1c730-8510-4ee8-9fcb-5ad272da73ab
- Istituto Centrale per il Catalogo Unico: TO0V261059
- Virtual International Authority File: 11918298
- WorldCat: E39PBJhmKqbFMYChFbDfR3RxjC